# Rudolf August Oetker
Rudolf August Oetker (20. september 1916 – 16. januar 2007) var en tysk virksomhedsleder, der blev milliardær på at lede familievirksomheden Oetker-Gruppe.
Rudolf August Oetker overtog i 1944 ledelsen af den lille virksomhed, hans bedstefar August Oetker havde grundlagt ved at fremstille pulver til kager. Rudolf August Oetker udviklede virksomheden til dens nuværende status med det særdeles kendt fødevaremærke Dr. Oetker i flere lande i EU, herunder Danmark.
Rudolf August Oetker trak sig tilbage fra firmaets ledelse i 1981, hvor sønnen August Oetker (jr.) tog over.